# Réservoir de Votkinsk
Le réservoir de Votkinsk (en russe : Воткинское водохранилище, Votkinskoïe vodokhranilichtche), est un lac de retenue de Russie, formé par le barrage hydroélectrique de Votkinsk sur la rivière Kama, un affluent de la Volga. Le réservoir fait partie de la « cascade Volga-Kama ».

## Géographie
Le réservoir de Votkinsk est situé dans la république d'Oudmourtie et le kraï de Perm. Il doit son nom à la ville de Votkinsk, qui a elle-même donné son nom au barrage qui retient les eaux du réservoir. Le barrage se trouve sur le territoire de la ville de Tchaïkovski, à 31 km au sud-est de Votkinsk.
Le réservoir de Votkinsk est long de 365 km et sa plus grande largeur atteint 9 km. Il s'étend sur 1 120 km2 et contient 9,4 km3 d'eau. Sa profondeur moyenne est de 8,4 m. 
Le réservoir de Votkinsk a été créé pour faciliter la navigation et produire de l'électricité. Il permet également une régulation du débit de la Kama. Le remplissage du réservoir eut lieu de 1962 à 1964. 
Les villes de Perm, Krasnokamsk, Nytva, Okhansk, Ossa, et Tchaïkovski, toutes dans le kraï de Perm, sont situées sur les rives du réservoir de Votkinsk. La ville de Votkinsk se trouve à une dizaine de kilomètres du réservoir.